# 自旋能斯特效应
自旋能斯特效应（Spin Nernst Effect），是自旋霍尔效应的热学版。通过对具有较强自旋轨道耦合的薄膜材料（比如：钨或者铂）施加纵向温度梯度，在材料横向产生自旋电流。该现象在2016年首次通过实验验证，相关结果于2017年正式发表。